# 瓜萊瓜伊 (恩特雷里奧斯省)

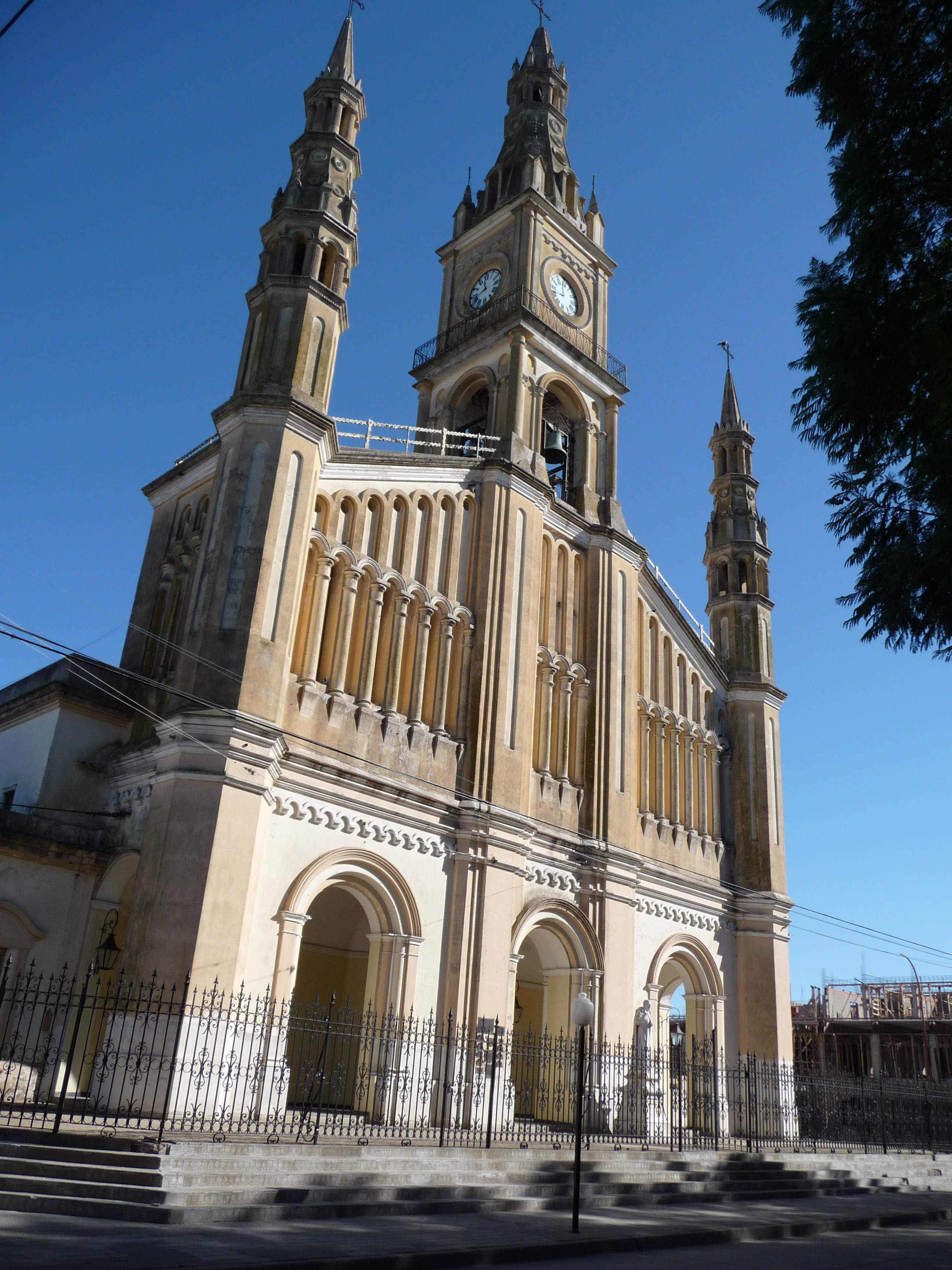

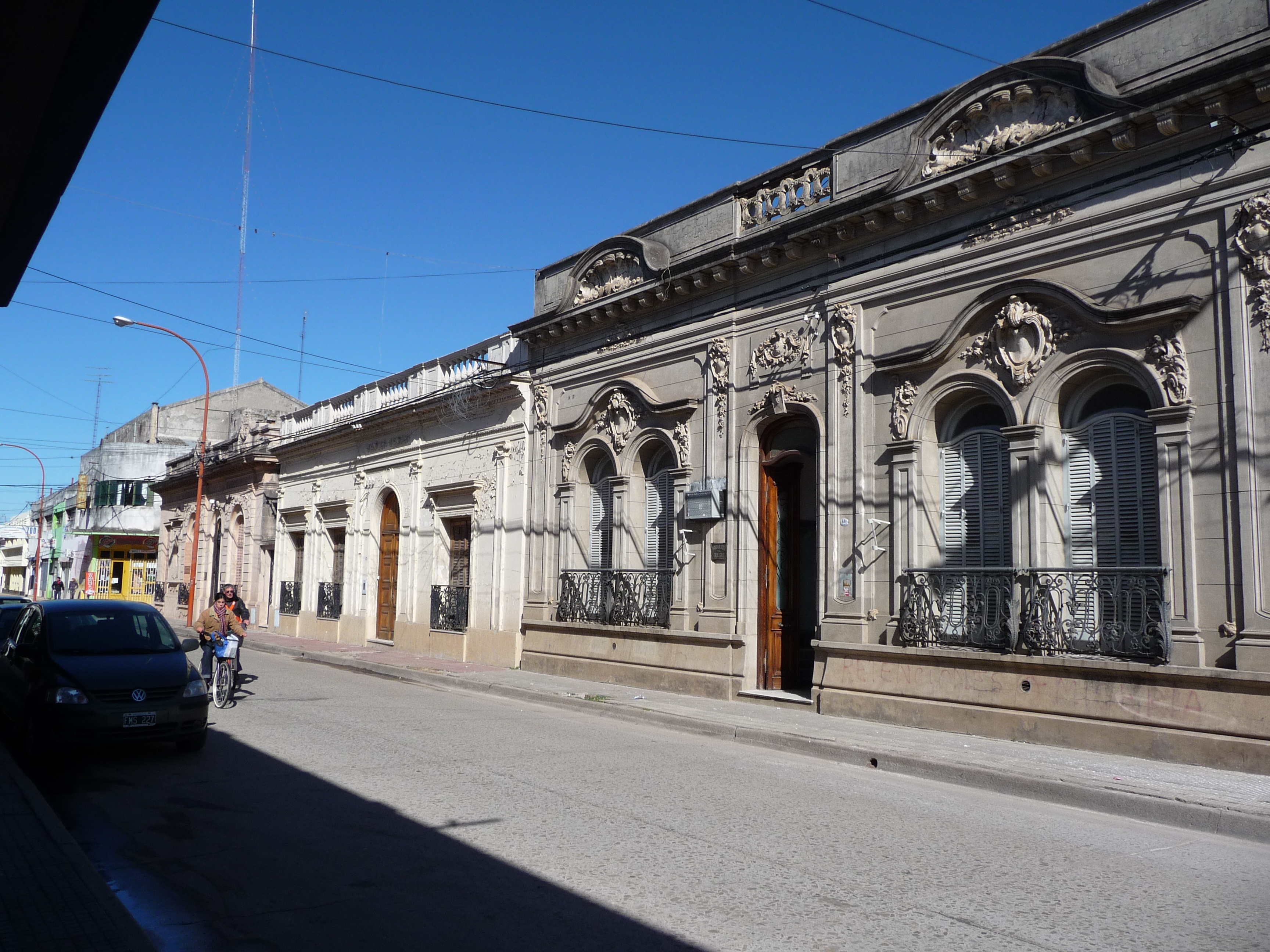

瓜萊瓜伊是阿根廷的城鎮，位於該國東北部，距離首府巴拉那市226公里，由恩特雷里奧斯省負責管轄，始建於1783年3月19日，面積12平方公里，2001年人口35,963。

## 外部連結
- Turismo Entre Ríos - Touristic portal.
- Visit Gualeguay (Spanish)
- Municipality of Gualeguay - Official website.